# Лазурен синигер
Лазурен синигер (Cyanistes cyanus) е вид птица от семейство Сини синигери (Cyanistes).

## Разпространение и местообитание
Разпространен е в Афганистан, Беларус, Казахстан, Киргизстан, Китай, Монголия, Русия, Таджикистан, Туркменистан, Узбекистан, Украйна и Финландия.